# プログルミド
プログルミド(Proglumide)は、胃腸の運動を阻害し、胃腸からの分泌を減少させる薬剤である。コレシストキニンのアンタゴニストとして作用し、A受容体とB受容体の両方のサブタイプをブロックする。消化性潰瘍の治療に主に用いられたが、現在ではより新しい薬剤に取って代わられている。
プログルミドは、オピオイドによる鎮痛剤効果を高めるという興味深い副作用を持ち、オピオイド系薬剤に対する耐性の獲得を防いだり、逆行させることさえできる。この性質のため、プログルミドは、オピオイド系薬剤の長い作用が必要な癌等の慢性痛の治療用のアジュバントとして有益である。
また、プログルミドは、δ-オピオイド受容体のアゴニストとしても作用し、これ自体の鎮痛効果に寄与している。
さらに、痛みに対する偽薬効果を高める働きも持つ。対象者に見えるように注射すると、その鎮痛効果は同様に偽薬を投与した場合よりも大きくなる。こっそり注射した場合は効果を持たないが、通常の鎮痛剤は対象者の気づかないうちに投与しても効果を持つ。この機構は、期待の神経経路を増進することによるものと考えられている。